# Calleulype octoscripta
Calleulype octoscripta là một loài bướm đêm trong họ Geometridae.